# Glass Swords
Glass Swords è un album in studio di Rustie pubblicato il 10 ottobre del 2011.

## Accoglienza
| Recensione     | Giudizio |
| -------------- | -------- |
| Piero Scaruffi |          |
| Rumore         |          |

Brad LaBonte di Dusted Magazine riportò che Glass Swords "contiene la musica dance elettronica più fresca ed emozionante che abbia mai ascoltato quest'anno. In parole povere, niente suona come questo disco". A Glass Swords venne conferita la First Album Award della rivista The Guardian.

## Formazione
- Rustie – apparecchiature elettroniche, ingegnere del suono, produzione
- Mike Marsh – mastering
- Nightwave – voce

## Tracce
1. Glass Swords – 2:20
2. Flash Back – 3:47
3. Surph – 4:33
4. Hover Traps – 3:00
5. City Star – 3:08
6. Globes – 2:46
7. Ultra Thizz – 3:59
8. Death Mountain – 3:24
9. Cry Flames – 3:48
10. After Light – 3:42
11. Ice Tunnels – 1:17
12. All Nite – 3:08
13. Crystal Echo – 3:22